# Ne damo te pismo naša (album Tomislava Bralića)
Ne damo te pismo naša naziv je četvrtoga studijskog albuma Tomislava Bralića. Album je 2009. godine objavila diskografska kuća Scardona.

## Popis pjesama
| Br. | Skladba                      | Trajanje |
| --- | ---------------------------- | -------- |
| 1.  | »Ne damo te pismo naša«      |          |
| 2.  | »Neka ti bude postelja meka« |          |
| 3.  | »Fermajen ruke«              |          |
| 4.  | »Od sutona do svitanja«      |          |
| 5.  | »Ti si kriva«                |          |
| 6.  | »Samo more nosin ja u duši«  |          |
| 7.  | »Besida mojih didov«         |          |
| 8.  | »Suve masline«               |          |
| 9.  | »Morska ljubav«              |          |
| 10. | »Sritan rođendan«            |          |
| 11. | »Zora jadranska«             |          |
| 12. | »Kapetane, tribali bi doma«  |          |

## Vanjske poveznice
- Scardona: Tomislav Bralić – Ne damo te pismo naša  Arhivirana inačica izvorne stranice od 21. kolovoza 2016. (Wayback Machine)
- www.ezadar.hr – O objavi albuma Tomislava Bralića Ne damo te pismo naša